# Monolistra (Monolistra) monstruosa
Monolistra (Monolistra) monstruosa is een pissebed uit de familie Sphaeromatidae. De wetenschappelijke naam van de soort is voor het eerst geldig gepubliceerd in 1970 door Sket.